# How to Steal a Million
How to Steal a Million (bra: Como Roubar Um Milhão de Dólares; prt: Como Roubar Um Milhão) é um filme estadunidense de 1966, do gênero comédia, dirigido por William Wyler.

## Sinopse
A jovem e rica parisiense Nicole está preocupada com seu pai Charles, que possui um passatempo deveras comprometedor: ele se diverte criando obras que imitam o estilo de artistas famosos. E as assina como se fossem deles, tornando-se um renomado "colecionador". Nicole recebeu a notícia de que uma falsificação de seu pai, uma escultura de Vênus atribuída ao famoso artista Cellini, vai ser a peça principal de uma exibição do museu da cidade. Nicole teme que com a exposição pública, a fraude seja descoberta e que seu pai vá para a prisão.
Quando à noite Nicole surpreende um homem dentro de sua casa, que ela toma por um ladrão, percebe que esta é a grande chance que esperava para salvar o seu pai. Ela convence o ladrão a roubar a estátua do museu. Intento que não será fácil, dada a sofisticada parafernália eletrônica que protege a exposição. Mas Simon, o homem invasor, se interessa pela garota e resolve ajudá-la. Simon se mostrará um mestre na "arte" do roubo. E cria um elaborado e magnífico plano para roubar a escultura.

## Elenco principal
- Audrey Hepburn..... Nicole Bonnet
- Peter O'Toole..... Simon Dermott
- Hugh Griffith..... Charles Bonnet
- Charles Boyer..... Charles De Solnay
- Eli Wallach..... Davis Leland